# Cappella di San Sebastiano (Firenze)
La cappella di San Sebastiano è un ambiente della basilica della Santissima Annunziata a Firenze, situato a destra dell'ingresso principale, a fianco del chiostro dei Voti. 

## Storia e descrizione

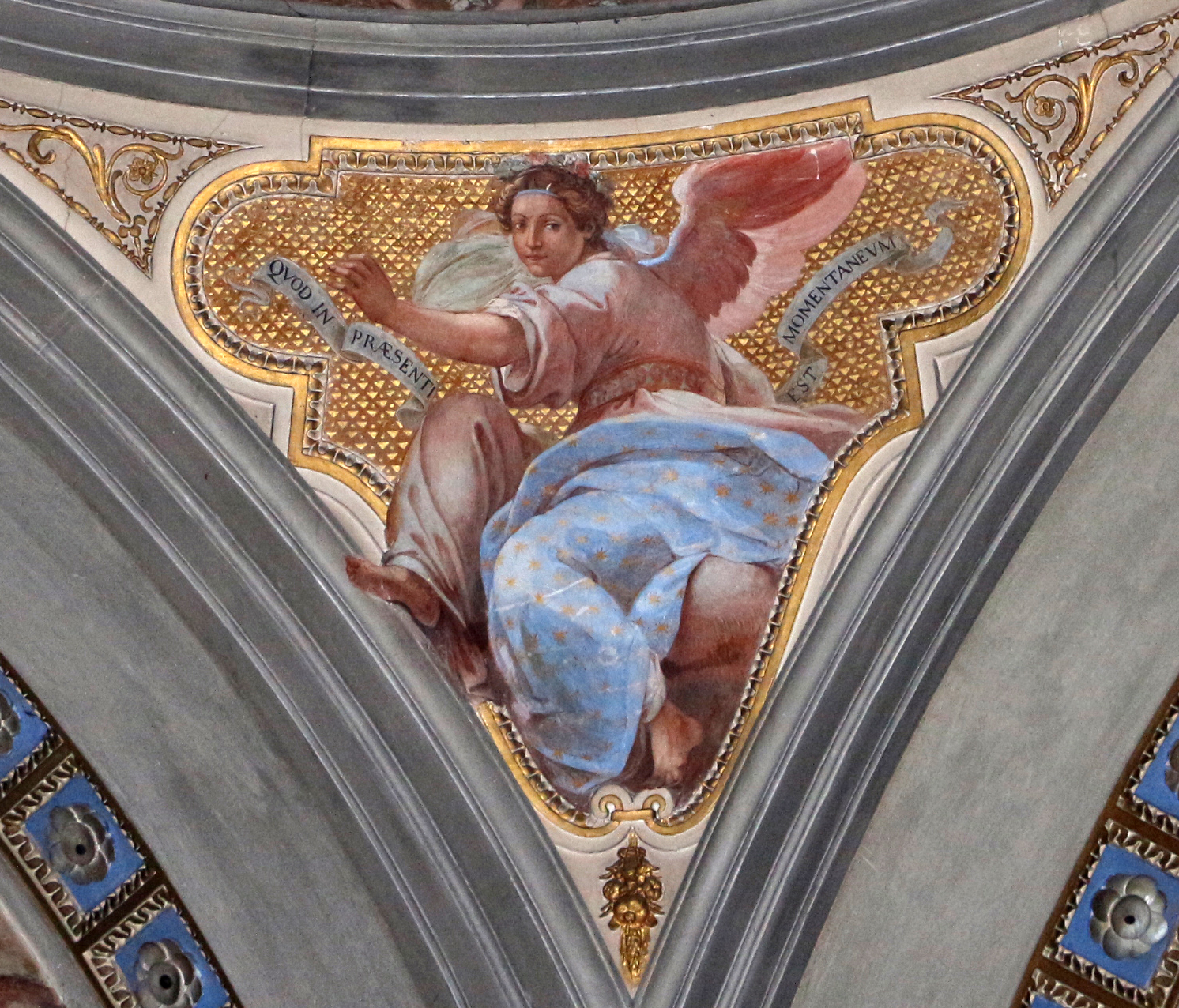
Bernardino Poccetti, Virtù

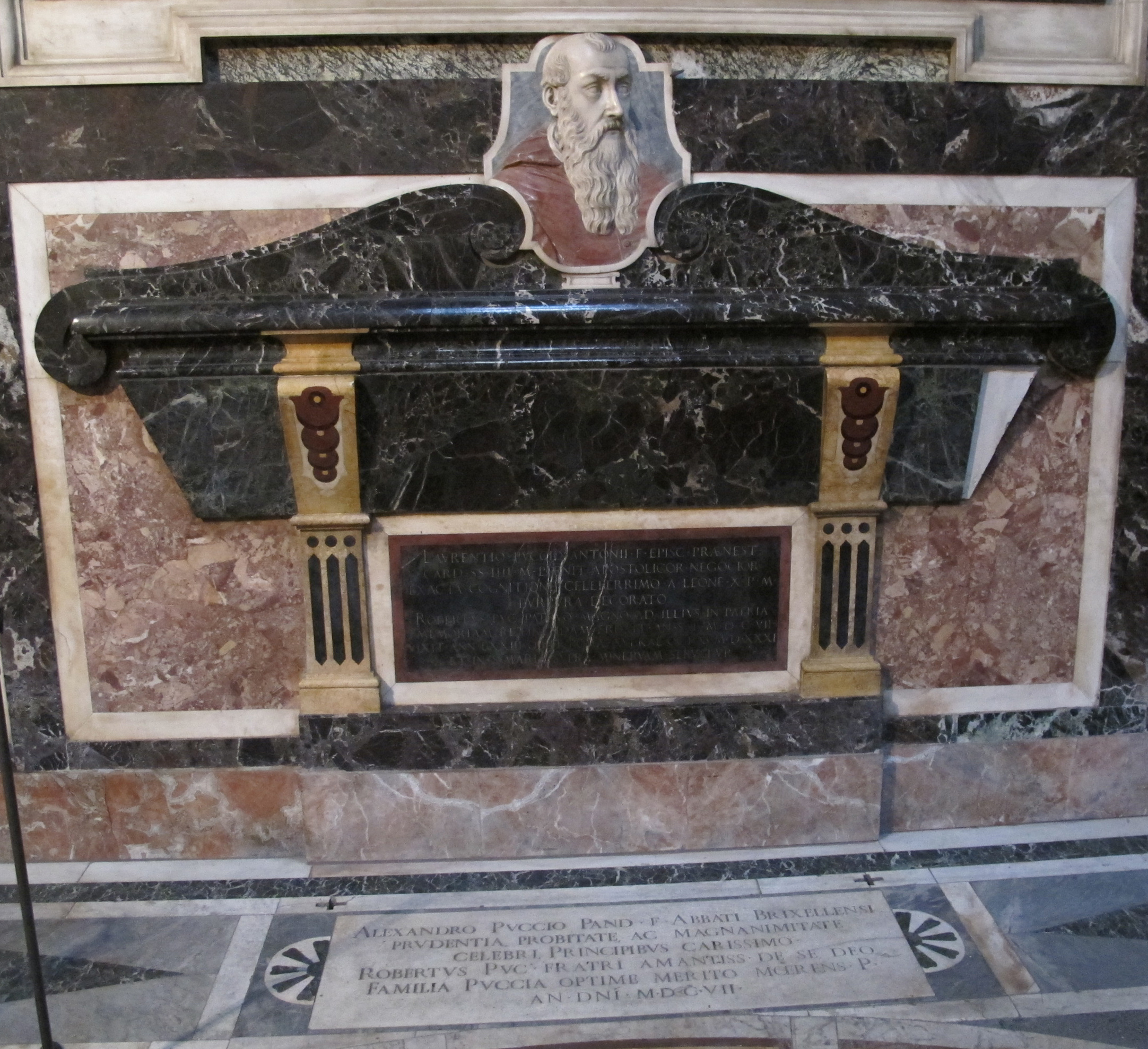
Tomba di Alessandro e Lorenzo Pucci

La cappella nacque come vero e proprio oratorio separato, a uso della famiglia Pucci, a partire dal 1452 su progetto di Michelozzo. Gli stessi Pucci decisero di ristrutturare e realizzare una nuova decorazione a partire dal 1579 e dandole l'aspetto attuale tra Cinquecento e Seicento. Quando la famiglia finanziò la creazione del loggiato esterno, coi lavori concludi nel 1601 e diretti dall'architetto Giovanni Battista Caccini, l'oratorio venne raccordato alla basilica, diventandone di fatto una cappella. 
Per questo oratorio Piero del Pollaiolo nel 1475 dipinse il suo capolavoro, il Martirio di san Sebastiano, oggi alla National Gallery di Londra.
Il corpo della chiesetta e l'arco divisorio delle volte subirono trasformazioni. Il presbiterio fu invece rifatto nel 1608 su disegno sempre del Caccini e terminato da Gherardo Silvani. 
La volta del presbiterio - fatta di cupola, tamburo, pennacchi e lunette - è affrescata da Bernardino Poccetti (Virtù e angeli, 1604); la calotta della cupola ha una decorazione geometrica con rosette in madreperla. Le tele laterali sono di Giovanni Battista Paggi (Flagellazione di san Sebastiano, 1606-1608 circa) e di Aurelio Lomi (San Sebastiano davanti al tiranno, 1606-1608 circa), mentre quella sull'altare centrale era una Natività di Maria, una copia dal Cigoli, che dopo l'ultimo restauro del 2024 è stata sostituita da una copia della tavola del Pollaiolo. Ai lati dell'altare si trovano due statue iniziate da Gherardo Silvani e terminate da Antonio Novelli (1627-1630 circa): un San Sebastiano e una Santa Irene.
Nell'oratorio si trovano i monumenti di alcuni personaggi eminenti della famiglia Pucci, come i cardinali Roberto, Lorenzo e Antonio, e l'abate Alessandro.
La porta esterna dell'oratorio, negli anni di Giubileo, ha il titolo di Porta Santa.

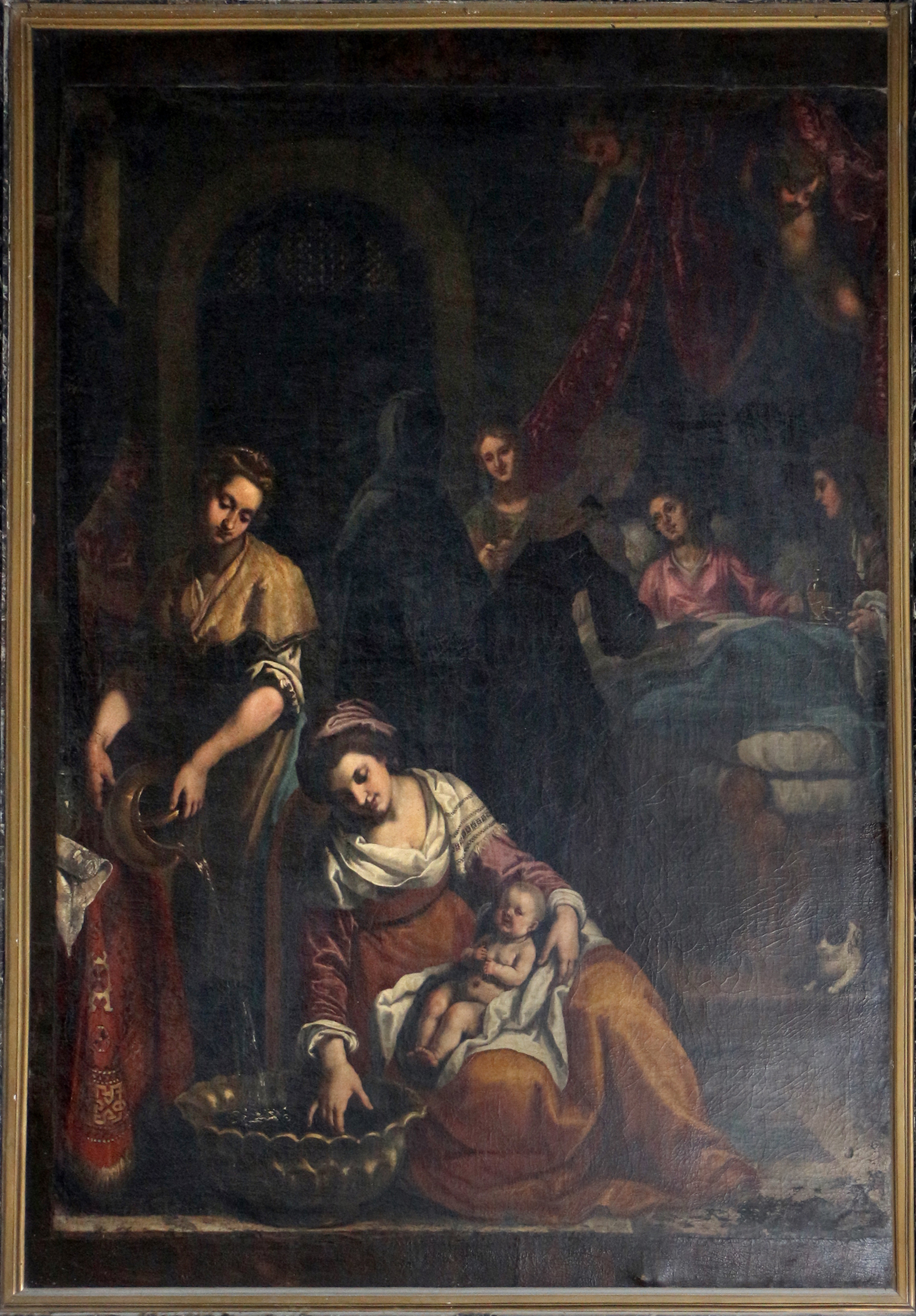
Dal Cigoli, Natività di Maria
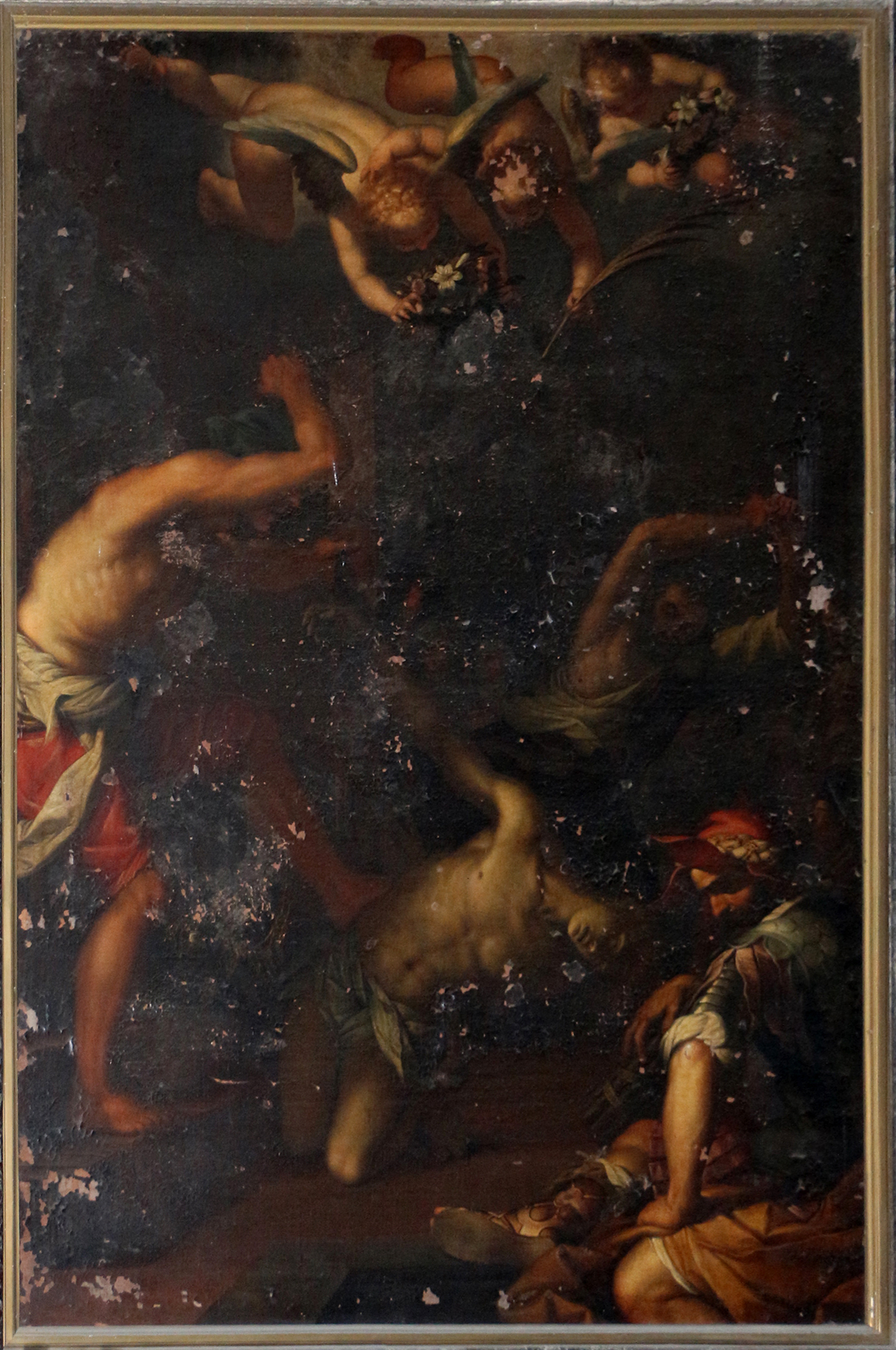
Giovanni Battista Paggi, Flagellazione di san Sebastiano
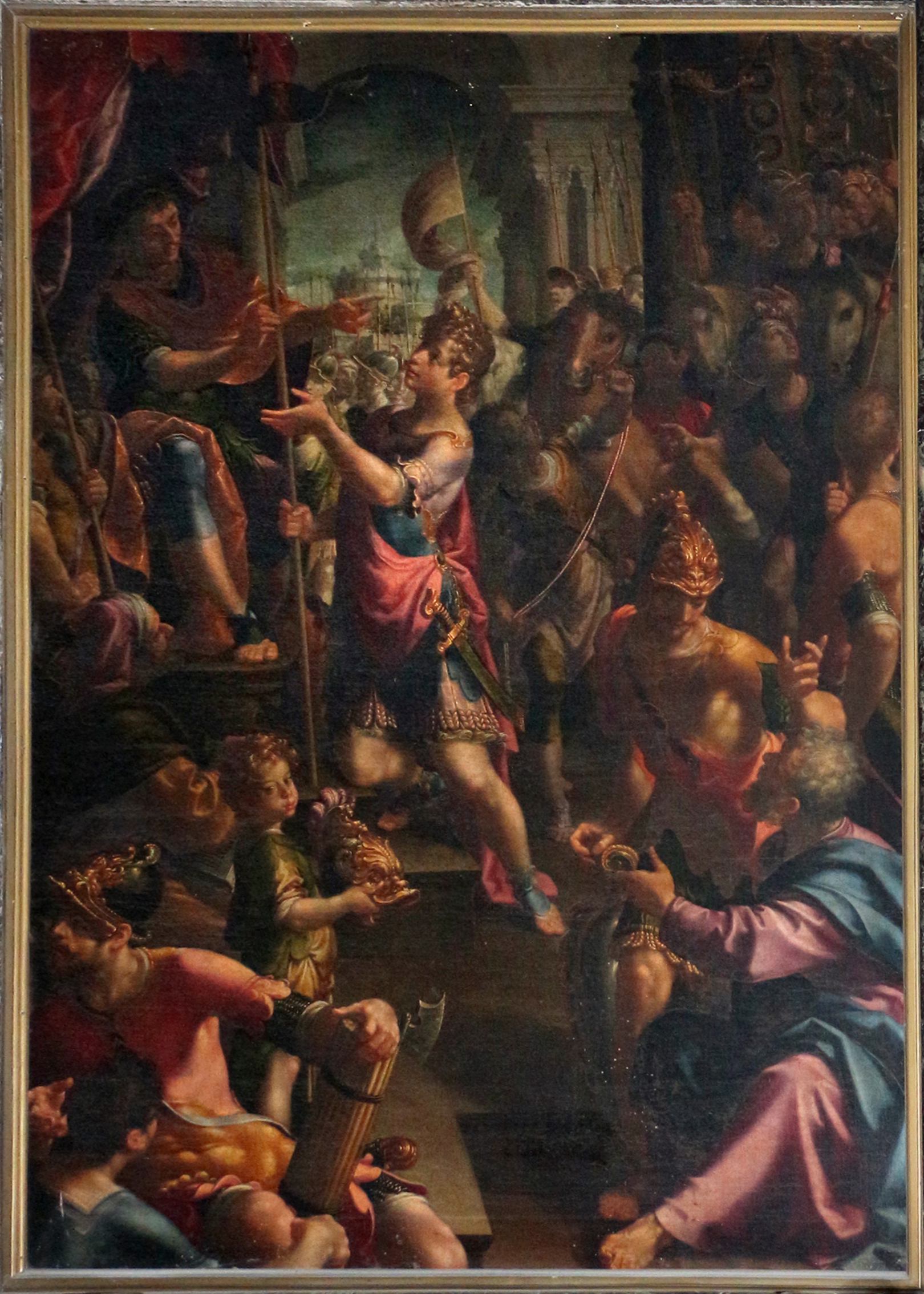
Aurelio Lomi, San Sebastiano davanti al tiranno
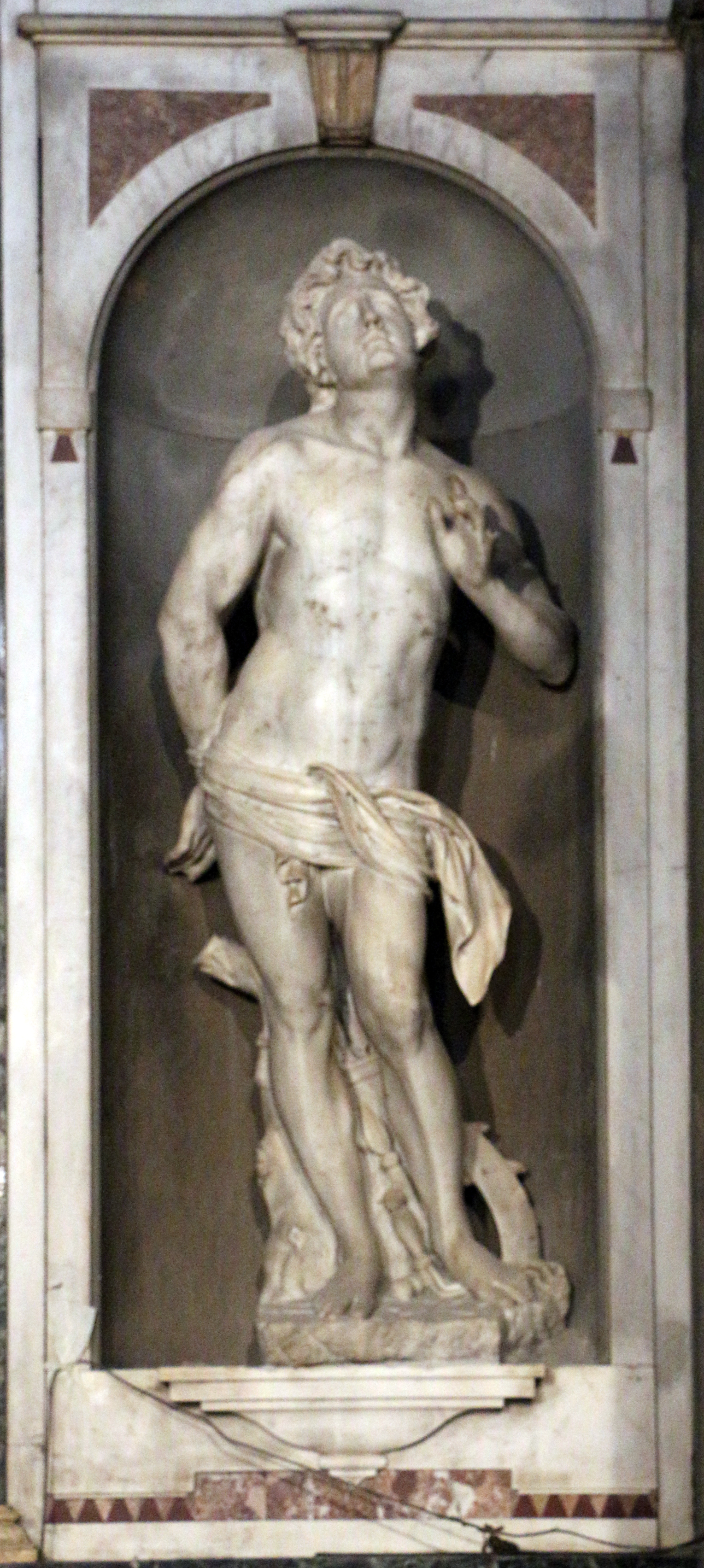
San Sebastiano
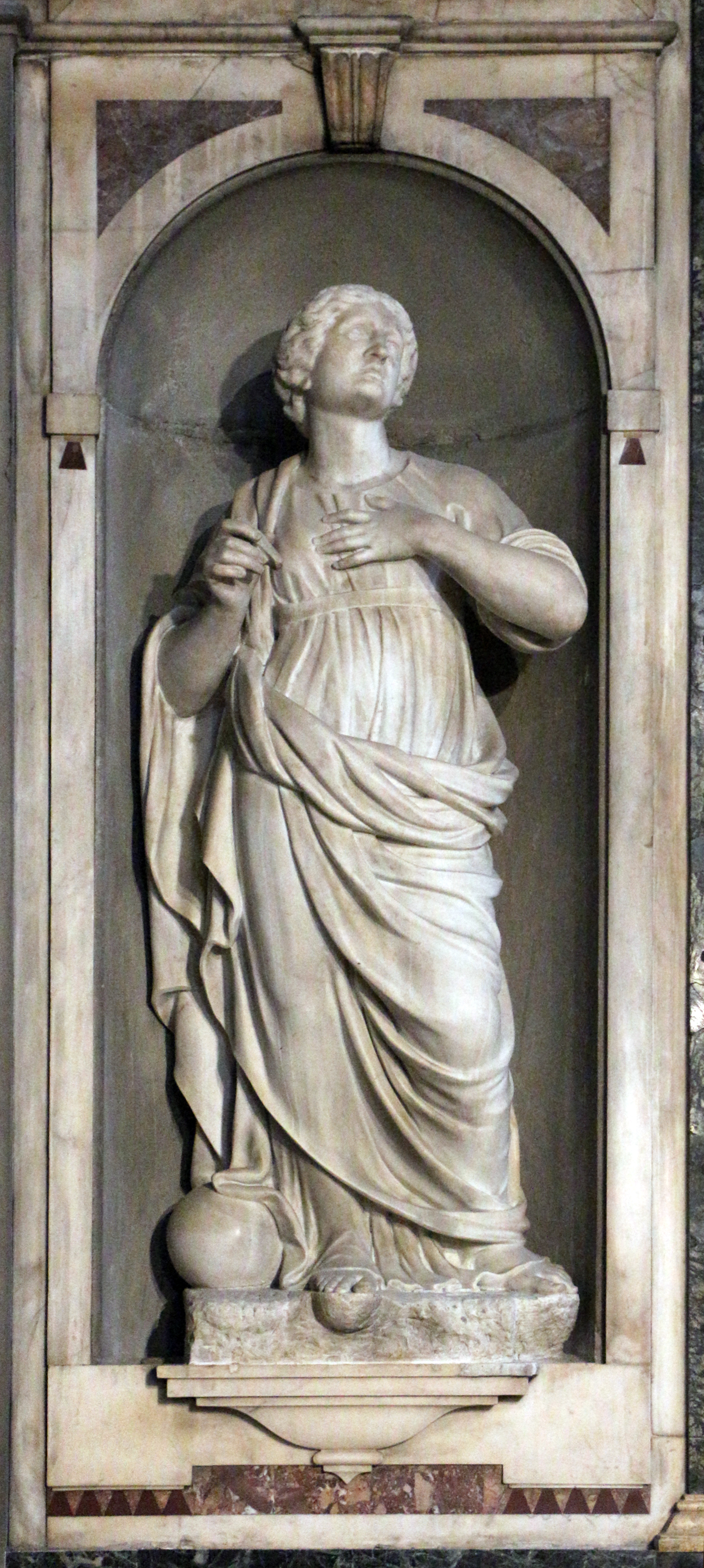
Santa Irene

## Bibliografia

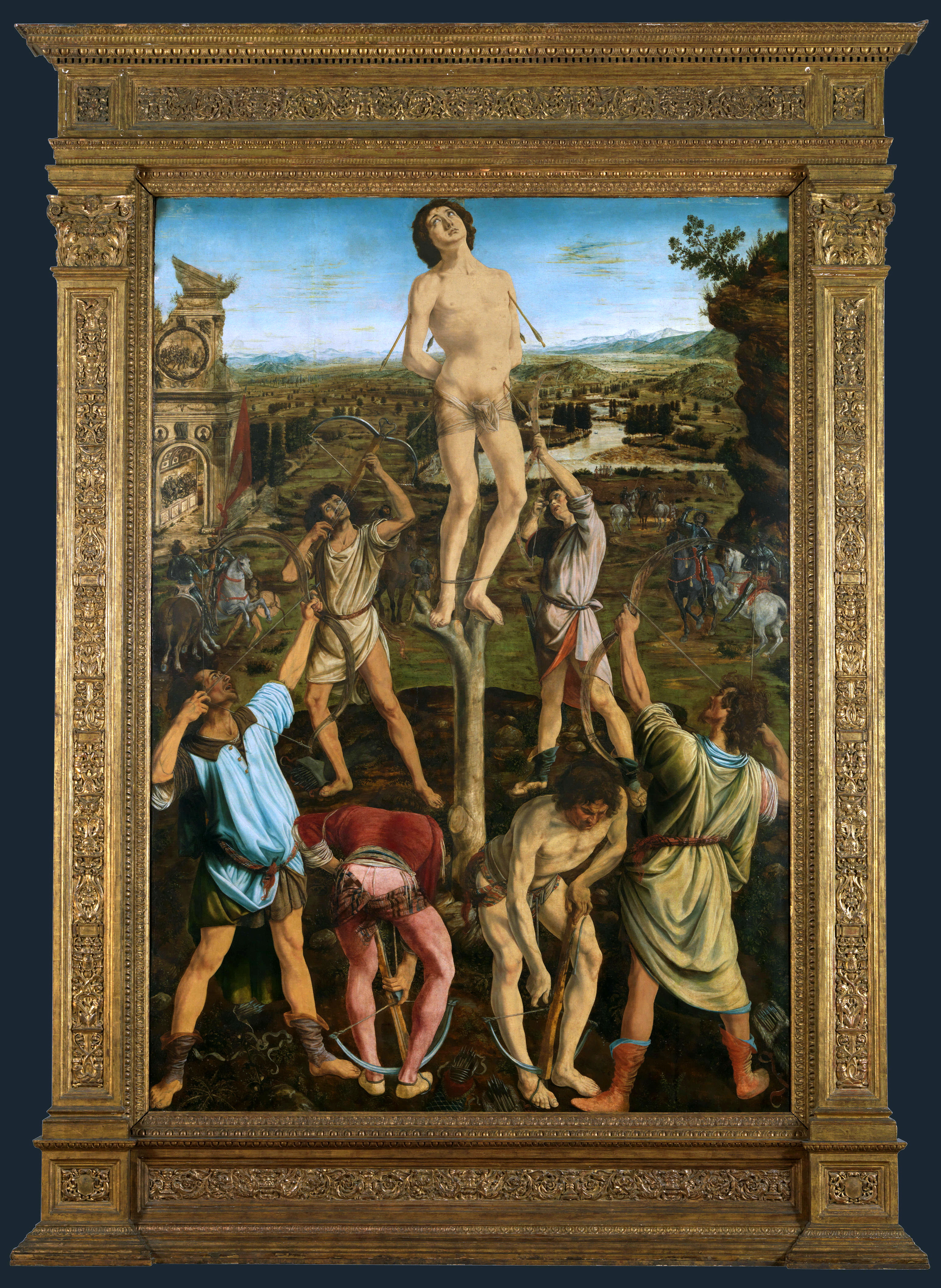
Piero o Antonio del Pollaiolo, Martirio di san Sebastiano, Londra, National Gallery